# His Majesty’s Declaration of Abdication Act 1936

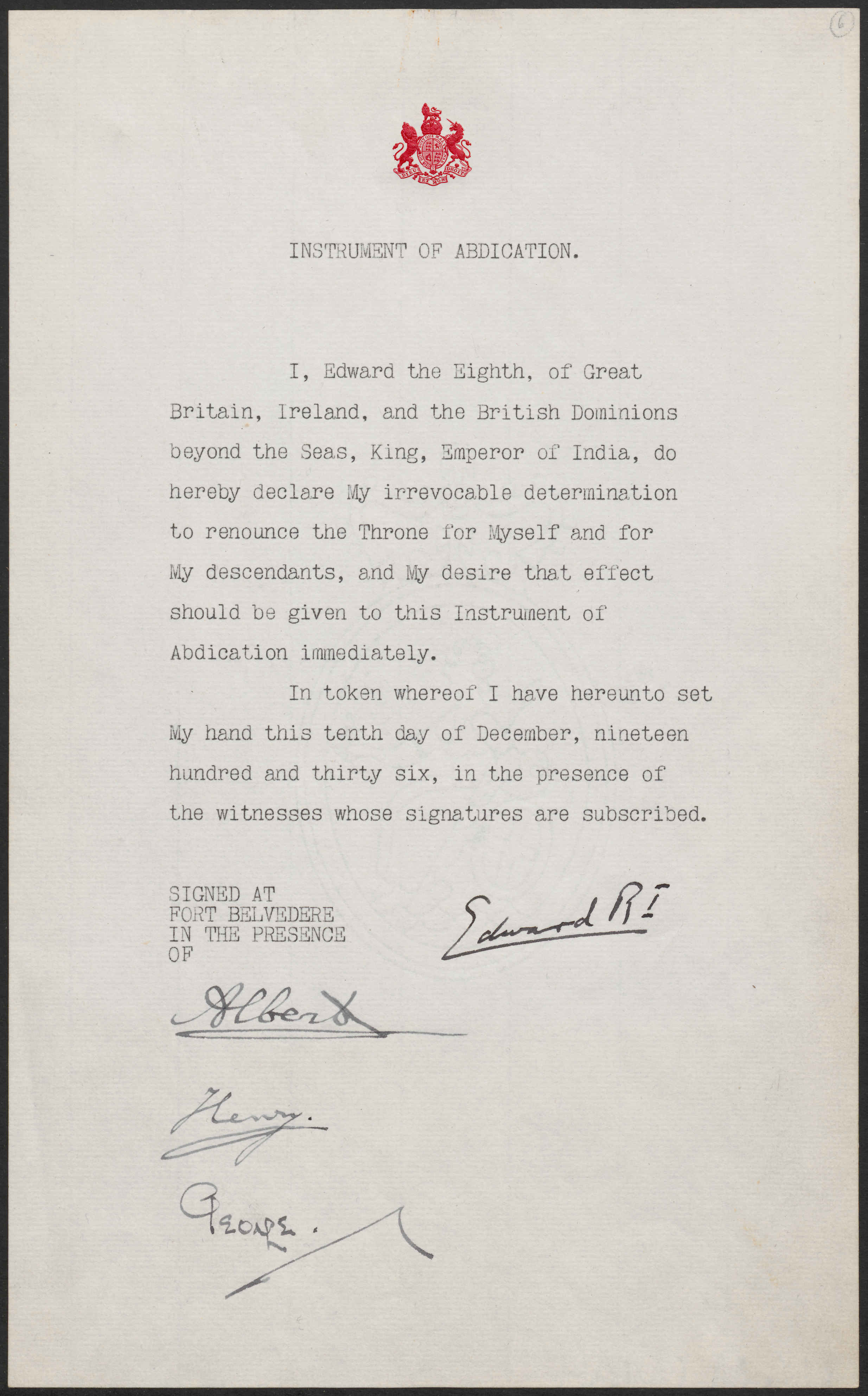
Eduards Abdankungserklärung (Instrument of Abdication)

Das Gesetz über die Abdankungserklärung Seiner Majestät von 1936 (englisch His Majesty’s Declaration of Abdication Act 1936) war ein Gesetz des britischen Parlaments. Es wurde am 11. Dezember 1936 verabschiedet und verhalf der Abdankungserklärung des Königs Eduard VIII. vom Vortag zur Gültigkeit. Gleichzeitig wurde durch das Gesetz Eduards Bruder Albert, Herzog von York, zu dessen Nachfolger. Eduard dankte ab, um seine Geliebte Wallis Simpson heiraten zu können, was ihm nach dem Willen der Regierungen Großbritanniens und der Dominions als König nicht möglich gewesen wäre (siehe Abdankung Eduards VIII.).
Das Gesetz durchlief beide Kammern des Parlaments ohne Zusätze an einem Tag. Die Regierungen der Dominions (Kanada, Australien, die Südafrikanische Union und Neuseeland) erteilten ihre Erlaubnis, dass das Gesetz auch in ihren jeweiligen Ländern gelte. Dieses Einverständnis war seit dem Statut von Westminster aus dem Jahre 1931 erforderlich. Das Gesetz galt jedoch nicht im Irischen Freistaat, der den Herzog von York stattdessen durch den External Relations Act als König anerkannte.
Das Gesetz war aus zwei Gründen notwendig:
- Zunächst gibt es im britischen Gesetz keine Vorkehrungen, falls der Monarch abdanken will. Der Act of Settlement von 1701 legt fest, dass der in der Thronfolge ranghöchste Nachkomme von Sophie von der Pfalz König von England ist. Der Act of Union bestätigt diese Regelung 1707 für das ganze Königreich Großbritannien. Der Thronfolger Sophias ist daher automatisch Monarch, ob er will oder nicht. Wenn er abdanken will, bedarf es eines Gesetzes, um dem Rechtsgültigkeit zu verschaffen.
- Zweitens stellte das Gesetz sicher, dass der Thron zwar an Prinz Albert, den Herzog von York, überging, dass aber andere Nachkommen von Sophia von der Pfalz nicht von der Thronfolge ausgeschlossen waren. Nachkommen Eduards VIII. hätten aber keinerlei Anrecht auf den Thron gehabt und wären nicht an den Royal Marriages Act 1772 gebunden gewesen.

In dem Moment, als König Eduard VIII. seine Zustimmung, Royal Assent genannt, zu dem Gesetz erteilte, war er nicht mehr König des Vereinigten Königreiches Großbritannien und Nordirland. Der Thron fiel sofort an Prinz Albert, der am nächsten Tag im St James’s Palace in London zu König Georg VI. ausgerufen wurde.